# Encargado de negocios

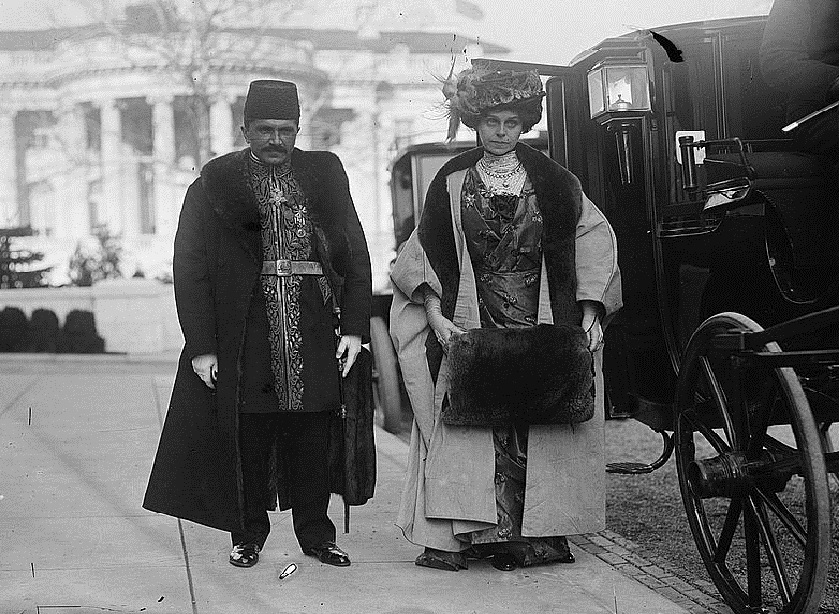
Fotografía de un diplomático persa con el rango de encargado de negocios (chargé d'affaires) junto a su mujer, durante una visita protocolar al presidente estadounidense Woodrow Wilson en la Casa Blanca en la década de 1910.

Un encargado de negocios (del francés: chargé d'affaires) es, junto con el agregado ad interim, un funcionario diplomático de mayor jerarquía dentro de una representación diplomática, encargado interinamente de reemplazar al embajador o jefe de misión en su ausencia. Anteriormente, se designaba con este título al jefe de una misión cuya jerarquía era inferior al de un embajador o ministro.
Un chargé disfruta de los mismos privilegios e inmunidad que cualquier otro embajador. Sin embargo, estos últimos se encuentran en una posición jerárquica superior. Así pues, los encargados de negocios tienen menos relevancia en los eventos diplomáticos formales. En la mayoría de los casos, un diplomático solo ejerce de chargé d'affaires de manera temporal, por la ausencia de un embajador. Es posible que se designe por un periodo indefinido en situaciones extraordinarias, en casos en los que las disputas entre dos países hagan imposible o indeseable enviar a agentes de una jerarquía mayor.

## Encargados
- El encargado de España ante El Salvador en 1911 era R. Spottorno.[1]